# LIVE DVD & Blu-ray one-man live 2014 at 国立代々木競技場・第一体育館
『LIVE DVD & Blu-ray one-man live 2014 at 国立代々木競技場・第一体育館』（ライブ ディーブイディー アンド ブルーレイ ワンマン ライブ 2014 アット こくりつよよぎきょうぎじょう・だいいちたいいくかん）は、andropの3作目のライブ映像作品。2014年8月27日に、ワーナーミュージック・ジャパンから発売された。

## 概要
- 2014年3月23日に国立代々木競技場・第一体育館にて開催された、バンド初のアリーナ単独公演の模様を収録[1]。
- 本作リリース前の2014年6月29日、WOWOWにて同公演の模様が放送された[2][3]。
- 同年8月13日リリースの5thシングル『Shout』との同時購入者応募特典として、9月からのツアー『period』のバックステージ招待、バンドロゴポスターが当たるシリアルコード、さらにはフォトブックが封入された。

## 収録曲
1. Opening
2. Singer
3. RDM
4. Boohoo
5. Lit
6. Bell
7. Colorful
8. Nam(a)e
9. Plug In Head
10. Six
11. Tonbi
12. Bright Siren
13. Puppet
14. Light along
15. Under The Sun
16. Pray
17. Roots
18. Sensei
19. Human Factor
20. World.Words.Lights.
21. MirrorDance
22. One
23. Voice
24. Missing
25. Image Word